# Amanullah Aman
Amanullah Aman est un politicien du parti nationaliste du Bangladesh (BNP) et l'ancien membre du Parlement. Il est le co-secrétaire général du BNP.

## Carrière
Aman a commencé sa carrière politique au sein du Jatiotabadi Chatra Dal (en). Il a été élu vice-président de la union centrale des étudiants de l'université de Dacca (en) en 1990. Il a été l'un des principaux leaders étudiants du mouvement anti autocratie de 1990, qui a abouti à la démission du général Hossain Mohammad Ershad et à la tenue d'élections libres et équitables sous un gouvernement intérimaire. Il a été élu pour la première fois comme député de Dacca-3 lors des élections générales de 1991. Aman a été réélu lors des élections générales de 1996 et 2001. Il a été ministre d'État à la santé, puis au travail et à l'emploi. Il a été secrétaire général de l'unité du district de Dacca du Parti nationaliste du Bangladesh jusqu'en décembre 2021, Khaleda Zia ayant fait d'Aman un membre de son conseil consultatif. Il a été condamné à une peine de prison en 2014 pour des incendies criminels survenus lors de grèves générales organisées par le BNP. Les affaires ont été déposées au poste de police de Keraniganj à des dates différentes en novembre et novembre 2013 pour avoir endommagé et incendié des véhicules, agressé des policiers et les avoir empêchés de remplir leurs fonctions pendant les manifestations et les blocus imposés par l'alliance à 18 partis dirigée par le BNP. Il a été libéré de toute charge le 16 novembre 2016.
En 2018, la Commission électorale (CE) a rejeté la candidatures du leader du BNP aux élections générales. Aman, avait déposé un recours auprès de la CE pour se présenter aux élections dans la circonscription de Dacca-2.
Em décembre de la même année, un tribunal de Dhaka a émis des mandats d'arrêt à l'encontre d'Amanullah Aman et de 168 autres personnes dans le cadre d'une procédure engagée l'année précédente en vertu de la loi sur les substances explosives.